# Източна Сиера Мадре
Източна Сиера Мадре (на испански: Sierra Madre Oriental) е планинска верига в източната част на Мексико, явяваща се източна ограда на Мексиканската планинска земя. На запад само на отделни места се издига над платата Северна и Централна Меса, а на изток със стръмни склонове се спуска към Примексиканската низина. Дължината ѝ е около 700 km, ширината до 250 km, а площта около 115 000 km². Представлява система от паралелни хребети с максимална височина връх Пеня Невада 4054 m. Втори по височина е връх Серо дел Потоси (3720 m). Изградена е от горномезозойски седиментни скали. Северната ѝ част е покрита с ксерофитни храсти. Източните наветрени склонове в южната ѝ част са заети от гори, влажни тропически в долните части и иглолистни нагоре, а подветрените ѝ западни склонове са заети предимно от храсти.